# Buspiron
Buspiron (Buspar) je anksiolitički psihoaktivni lek iz azapironske hemijske klase. On se prvenstveno koristi za tretiranje generalizovanog anksioznog poremećaja.

## Medicinska upotreba
- Generalizovani anksiozni poremećaj blagog do umerenog intenziteta.[1]
- Studije su pokazale da je buspiron efektivan kao pojačavajući agens selektivnih inhibitora preuzimanja serotonina (SSRI) u lečenju depresije. Lek nije odobren za ovu vrstu primene.[2][3][4]

## Hemija
Sinteza buspirona počinje sa N-alkilacijom 1-(2-pirimidil)piperazina sa 4-hlorobutironitrilom čemu sledi hidrogenacija nitrila preko Ranejev nikal katalizatora. Primarni aminski produkt prethodnog koraka sa spirocikličnim kiselim anhidridom daje buspiron.

## Spoljašnje veze
|  | Molimo Vas, obratite pažnju na važno upozorenje u vezi sa temama iz oblasti medicine (zdravlja). |